# Sharp Shot
Sharp Shot (Tireur d'élite pour la version canadienne francophone) est un jeu vidéo développé par APh Technological Consulting, édité par Mattel Electronics, sorti en 1982 sur la console Intellivision.

## Système de jeu
Les graphismes sont très simples et utilisent des éléments de précédents titres Mattel. Les commandes se résument à l'appui sur un des boutons de tir de la manette. Tous les jeux se déroulent en un temps limité.
- Jeu 1 : Football Passing

L'écran représente un terrain de football américain. Le joueur dirige le passeur de l'équipe bleue et doit appuyer sur le bouton d'action au bon moment pour envoyer le ballon à l'un des deux receveurs bleus sans qu'il soit intercepté par les défenseurs rouges.
- Jeu 2 : Space Gunner

Un combat de l'espace. Le viseur central est fixe, et le joueur peut uniquement faire feu avec le bouton d'action. Des vaisseaux ennemis apparaissent à un rythme effréné et le but est d'en détruire un maximum en un temps limité.
- Jeu 3 : Submarine

Sur une étendue d'eau, le joueur contrôle le lancement des torpilles d'un sous-marin figé au bas de l'écran. Il doit détruire le maximum de bateaux qui traversent l'écran.
- Jeu 4 : Maze Shot

Dans un décor de labyrinthe, le joueur dispose d'un nombre de flèches illimité pour tirer sur les ennemis qui se présentent.

## Développement
À la fin des années 1970, un format de jeu télévisé interactif, intitulé TV Powww! (en), produit et distribué par Marvin Kempner, voit le jour et est diffusé en syndication sur plusieurs réseaux américains. Les téléspectateurs candidats contrôlent les actions d'un jeu vidéo à l'antenne en criant des instructions (généralement « Pow ! ») dans leur combiné téléphonique, dans l'espoir de gagner des prix. À l'origine, des consoles Channel F modifiées et des versions simplifiées de leurs jeux sont utilisées. Mais à la suite du retrait de Fairchild du marché du jeu vidéo en 1980, Kempner se tourne vers Mattel, qui vient de sortir son Intellivision. 
APh Technological Consulting, qui est à l'origine des premiers jeux de la console, met donc la main à la pâte pour créer des versions courtes (chaque séquence de jeu ne dure que quelques secondes) et adaptées au format de TV Powww! (une seule action possible, déclenchée par le « Pow! » du joueur) de plusieurs de leurs créations précédentes, comme Football, Slots, Soccer ou Space Battle.
Quelque temps plus tard, pour remplir son quota contractuel de jeux fournis à Mattel, APh Technological Consulting présente plusieurs de ces mini-jeux, réadaptés à la manette classique de l'Intellivision. Malgré quelques réticences, quatre d'entre eux sont acceptés, à la condition qu'ils soient réunis sur une unique cartouche.
Ainsi, Football Passing est tiré de la séquence d'engagement de NFL Football, Space Gunner de la phase de combat de Space Battle, Submarine celle de Sea Battle, et Maze Shot est directement sorti de Advanced Dungeons & Dragons
Craignant les plaintes de consommateurs devant la pauvreté du jeu et les graphismes dépouillés, Mattel ajoute un avertissement sur la boîte indiquant que le jeu est spécialement destiné aux enfants à partir de 4 ans.
Les illustrations du packaging sont de Jerrol Richardson.

## Accueil
Electronic Games salue la tentative louable de produire des versions « dépouillées » des concepts de jeu parfois trop sophistiqués auxquels Mattel avait habitué le public, mais remarque que Sharp Shot « commet l'erreur de confondre simplicité et simplicité d'esprit ». Video Games Player le juge tout simplement « ennuyeux » et Videogiochi souligne la « simplicité d'utilisation vraiment désarmante ». Pour Videogaming Illustrated, Sharp Shot est « une cartouche qui répond à la facette la plus basse et la moins significative du jeu vidéo ».
Mike Wilson considère que la cartouche a été conçue comme une démonstration des quatre jeux Mattel originaux mais  pense qu'il est préférable de payer un peu plus pour obtenir quelque chose d'appréciable, plutôt que dépenser son argent dans ces « séances d'entraînement boiteuses qui ne sont pas à la hauteur des originaux sur lesquels ils ont été calqués ». Son collègue Alan Bechtold appuie ses propos en précisant que même son fils de 5 ans, qui a joué avec lui lors de son test, a rapidement perdu tout intérêt pour l'action globale « fondamentalement banale et extrêmement répétitive » du jeu.

## Héritage
Sharp Shot est présent, émulé, dans la compilation Intellivision Lives! (en) sortie sur diverses plateformes.
Sharp Shot fait partie des jeux intégrés dans la console Intellivision Flashback, sortie en 2014.
En mai 2022, la cartouche Intellivision Collection 2 porte douze titres de l'Intellivision, dont Sharp Shot, sur les consoles Evercade.